# Mpongwe
Mpongwe é uma cidade e um distrito da Zâmbia, localizados na província Copperbelt.